# Балаж Кіш
Кіш Балаж (Кішш, угор. Balázs Kiss; нар. 21 березня 1972, Веспрем, Угорщина) — угорський легкоатлет, що спеціалізується на метанні молота, олімпійський чемпіон 1996 року.

## Кар'єра
| Рік                  | Змагання                       | Місто                | Місце                | Примітки             |                      |
| Представник Угорщина | Представник Угорщина           | Представник Угорщина | Представник Угорщина | Представник Угорщина | Представник Угорщина |
| -------------------- | ------------------------------ | -------------------- | -------------------- | -------------------- | -------------------- |
| 1991                 | Чемпіонат Європи серед юніорів | Салоніки, Греція     | 3                    | 68.40 м              |                      |
| 1993                 | Універсіада                    | Баффало, США         | 2                    | 76.88 м              |                      |
| 1994                 | Чемпіонат Європи               | Гельсінкі, Фінляндія | 12                   | 73.08 м              |                      |
| 1995                 | Чемпіонат світу                | Гетеборг, Швеція     | 4                    | 79.02 м              |                      |
| 1995                 | Універсіада                    | Фукуока, Японія      | 1                    | 79.74 м              |                      |
| 1996                 | Олімпійські ігри               | Атланта, США         | 1                    | 81.24 м              |                      |
| 1997                 | Чемпіонат світу                | Афіни, Греція        | 4                    | 79.96 м              |                      |
| 1997                 | Універсіада                    | Катанія, Італія      | 1                    | 79.42 м              |                      |
| 1998                 | Чемпіонат Європи               | Будапешт, Угорщина   | 2                    | 81.26 м              |                      |
| 1999                 | Чемпіонат світу                | Севілья, Іспанія     | 20 (кв.)             | 74.61 м              |                      |
| 2001                 | Чемпіонат світу                | Едмонтон, Канада     | 6                    | 79.75 м              |                      |
| 2002                 | Чемпіонат Європи               | Мюнхен, Німеччина    | 4                    | 80.17 м              |                      |